# Майстрах, Борис Владимирович
Борис Владимирович Майстрах (1895—1965) — полковник Советской Армии, участник Гражданской войны, дважды награждён орденом Красного знамени (1922, 1922).
Он же Набоков Борис Владимирович, начальник 2ой башкирской дивизии в 1919 г

## Биография
Родился в 1895 году. Служил в Российской Императорской армии, участвовал в Первой мировой войне, дослужился до звания поручика. В феврале 1919 года пошёл на службу в Рабоче-крестьянскую Красную Армию. Первоначально занимал должности в тылу, далее участвовал в боях Гражданской войны, командовал 20-й и 22-й стрелковыми дивизиями. Неоднократно отличался в боях.
1 марта 1920 года 20-я стрелковая дивизия под командованием Майстраха штурмом успешно взяла станицу Атаман-Егорлыкская, нанеся вражеским войскам большие потери в живой силы, боевой технике и снаряжении. 
2 сентября 1920 года 22-я стрелковая дивизия под командованием Майстраха получила боевую задачу ликвидировать десант войск генерала Врангеля на Таманском полуострове. Эта задача была успешно выполнена в кратчайшие сроки. Дивизия Майстраха захватила 14 пулемётов, 6 орудий, 1500 снарядов, 120 тысяч патронов, а также взяла в плен 950 солдат и офицеров. Приказом Революционного Военного Совета Республики № 134 от 2 июня 1922 года награждён первым орденом Красного Знамени РСФСР.
Приказом Революционного Военного Совета Республики № 171 от 11 августа 1922 года награждён вторым орденом Красного Знамени РСФСР.
После окончания войны продолжил службу в армии. Командовал стрелковыми дивизиями, затем руководил отделом в штабе Украинского военного округа, преподавал и заведовал кафедрой в Военной академии имени М. В. Фрунзе.
6 февраля 1935 года был арестован органами НКВД СССР и впоследствии осуждён к 8 годам заключения. В 1955 году был реабилитирован и в звании полковника уволен в запас. Работал в комиссии по истории Советских Вооружённых сил. Умер в 1965 году.
Автор мемуаров "Маныч - Егорлыкская - Новороссийск" (ГИЗ, 1928).